# Pleckhausen
Pleckhausen là một đô thị thuộc huyện Altenkirchen, trong bang Rheinland-Pfalz, phía tây nước Đức. Đô thị Pleckhausen có diện tích 1,99 km², dân số thời điểm ngày 31 tháng 12 năm 2006 là 792 người.